# Viðar Örn Kjartansson
Viðar Örn Kjartansson (Selfoss, 11 marzo 1990) è un calciatore islandese, attaccante del KA Akureyri.

## Carriera

### Club
Kjartansson ha cominciato la carriera con la maglia del Selfoss, formazione all'epoca militante nella 2. deild karla. Grazie alla promozione nel campionato 2006, in cui l'attaccante ha segnato 2 reti in 17 incontri, il Selfoss è arrivato nella 1. deild karla. Kjartansson è rimasto in forza al club per altre due stagioni.
Nel 2009 è stato ingaggiato dall'ÍBV Vestmannæyja. Il 10 maggio ha potuto così esordire nell'Úrvalsdeild, massima divisione locale: è stato titolare nella sconfitta per 2-0 sul campo del Fram Reykjavík. Il 1º giugno ha realizzato la prima delle 2 reti messe a segno in campionato, contribuendo al successo per 3-1 sul Grindavík.
Nel 2010 ha fatto ritorno al Selfoss, ormai militante nell'Úrvalsdeild. È retrocesso al termine del campionato, tornando così nella 1. deild karla. Anche grazie alle 16 reti in 22 partite segnate dall'attaccante, il Selfoss si è guadagnato l'immediata promozione. Kjartansson è rimasto in squadra per un'ulteriore stagione, culminata con 7 gol in 21 partite di campionato.
Nel 2013 è stato messo sotto contratto dal Fylkir. Ha debuttato con questa maglia il 6 maggio, in occasione della sconfitta casalinga per 1-2 contro il Valur: è stata sua la rete in favore del Fylkir. A fine stagione, ha totalizzato 13 reti in 22 presenze in campionato.
Il 20 dicembre 2013 ha firmato un contratto triennale con i norvegesi del Vålerenga, valido a partire dal 1º gennaio 2014. Ha debuttato nell'Eliteserien il 28 marzo 2014, schierato titolare nella sconfitta per 2-0 sul campo del Molde. Il 6 aprile ha realizzato le prime reti in squadra, con una doppietta nella vittoria per 3-1 sul Bodø/Glimt.
Il 14 settembre 2014, con la tripletta realizzata ai danni dell'Haugesund, è diventato il calciatore ad aver segnato più gol nell'arco di una stagione con la maglia del Vålerenga: con 24 reti, infatti, ha superato il precedente record detenuto da Jørn Andersen, che nel campionato 1985 aveva messo a segno 23 marcature.
Il 17 ottobre 2014, il suo nome è stato inserito tra i candidati per la vittoria del premio Kniksen per il miglior attaccante del campionato. Il 10 novembre, si è aggiudicato la vittoria in questa categoria. Si è laureato capocannoniere con 25 reti in 29 partite di campionato.
Il 21 novembre 2014, il Vålerenga ha comunicato d'aver rinnovato il contratto di Kjartansson per altre quattro stagioni. Il 20 gennaio 2015, il Vålerenga ha annunciato d'aver trovato un accordo per la cessione a titolo definitivo del calciatore ai cinesi del Jiangsu Sainty, formazione militante nella massima divisione locale: il trasferimento sarebbe stato ratificato al superamento delle visite mediche, previste per la stessa giornata.
Torna in Scandinavia per iniziare la stagione 2016 nel Malmö FF, imponendosi come capocannoniere del campionato fino al momento della sua cessione, avvenuta a torneo in corso: il 30 agosto 2016 infatti si è trasferito agli israeliani del Maccabi Tel Aviv con un contratto quadriennale. Per il club svedese, che due mesi dopo si sarebbe ugualmente laureato campione di Svezia, è stata una delle cessioni più remunerative della propria storia, visti i circa 4 milioni di euro ricevuti.
Al Maccabi Tel Aviv, Kjartansson è stato il capocannoniere della Ligat ha'Al 2016-2017 con 19 reti all'attivo. Nel corso della sua seconda stagione israeliana ha realizzato invece 13 reti in campionato, chiudendo comunque la classifica marcatori al 2º posto in solitario.
Nell'agosto 2018 è stato acquistato dai russi del Rostov, firmando anche in questo caso un contratto di quattro anni. Qui è diventato compagno di squadra dei connazionali Ragnar Sigurðsson, Björn Bergmann Sigurðarson e Sverrir Ingason. La sua permanenza in Russia tuttavia è durata meno di un anno, periodo durante il quale ha collezionato 8 presenze in campionato senza mai segnare, rimanendo spesso in panchina. Le uniche due reti con la maglia del Rostov le ha realizzate in Coppa di Russia contro il Syzran-2003, squadra di terza serie.
Il 18 marzo 2019 ha iniziato ufficialmente la sua seconda parentesi nel campionato svedese dopo quella avuta tre anni prima con il Malmö FF: è passato infatti in prestito agli stoccolmesi dell'Hammarby per metà stagione, fino al successivo 15 luglio, giocando durante questo periodo 15 partite e realizzando 7 reti.
La dirigenza del club biancoverde ha provato a prolungare l'accordo almeno fino a fine anno, ma il Rostov ha preferito optare per un prestito al Rubin Kazan'. Il prestito al Rubin tuttavia è terminato prematuramente, così, nella successiva sessione invernale di mercato, il giocatore islandese è tornato al Rostov per poi essere però girato nuovamente in prestito nel giro di pochi giorni, questa volta nella Süper Lig turca allo Yeni Malatyaspor, con un accordo valido per 6 mesi comprensivo anche di un'opzione per un eventuale anno in più.
Il 28 agosto 2020 ha fatto ritorno al Vålerenga, a titolo definitivo: ha firmato un contratto valido fino al 31 dicembre 2023.

### Nazionale
Kjartansson ha giocato per le selezioni Under-17 e Under-19 islandesi. Il 23 maggio 2014, è stato convocato in Nazionale maggiore in vista delle partite amichevoli contro Austria ed Estonia. Il 30 maggio è stato schierato titolare nel pareggio per 1-1 contro la selezione austriaca.

## Statistiche

### Presenze e reti nei club
Statistiche aggiornate al 10 marzo 2021.
| Stagione                | Club                    | Campionato              | Campionato | Campionato | Coppe nazionali | Coppe nazionali | Coppe nazionali | Coppe continentali | Coppe continentali | Coppe continentali | Supercoppe | Supercoppe | Supercoppe | Totale | Totale |
| Stagione                | Club                    | Comp                    | Pres       | Reti       | Comp            | Pres            | Reti            | Comp               | Pres               | Reti               | Comp       | Pres       | Reti       | Pres   | Reti   |
| ----------------------- | ----------------------- | ----------------------- | ---------- | ---------- | --------------- | --------------- | --------------- | ------------------ | ------------------ | ------------------ | ---------- | ---------- | ---------- | ------ | ------ |
| 2006                    | Selfoss                 | 2D                      | 7          | 2          | CI+CdL          | 0+4             | 0+2             | -                  | -                  | -                  | -          | -          | -          | 11     | 4      |
| 2007                    | Selfoss                 | 1D                      | 16         | 2          | CI+CdL          | 2+5             | 0+2             | -                  | -                  | -                  | -          | -          | -          | 23     | 4      |
| 2008                    | Selfoss                 | 1D                      | 22         | 8          | CI+CdL          | 1+5             | 2+1             | -                  | -                  | -                  | -          | -          | -          | 28     | 11     |
| 2009                    | ÍBV Vestmannæyja        | UD                      | 17         | 2          | CI+CdL          | 2+5             | 1+3             | -                  | -                  | -                  | -          | -          | -          | 24     | 6      |
| 2010                    | Selfoss                 | UD                      | 12         | 3          | CI+CdL          | -               | -               | -                  | -                  | -                  | -          | -          | -          | 12     | 3      |
| 2011                    | Selfoss                 | 1D                      | 22         | 16         | CI+CdL          | 2+7             | 1+4             | -                  | -                  | -                  | -          | -          | -          | 31     | 21     |
| 2012                    | Selfoss                 | UD                      | 21         | 7          | CI+CdL          | 3+3             | 5+5             | -                  | -                  | -                  | -          | -          | -          | 27     | 11     |
| Totale Selfoss          | Totale Selfoss          | Totale Selfoss          | 100        | 38         |                 | 8+24            | 4+12            |                    | -                  | -                  |            | -          | -          | 132    | 54     |
| 2013                    | Fylkir                  | UD                      | 22         | 13         | CI+CdL          | 3+5             | 5+5             | -                  | -                  | -                  | -          | -          | -          | 30     | 23     |
| 2014                    | Vålerenga               | ES                      | 29         | 25         | CN              | 4               | 6               | -                  | -                  | -                  | -          | -          | -          | 33     | 31     |
| 2015                    | Jiangsu Sainty          | SL                      | 28         | 9          | CC              | 0               | 0               | -                  | -                  | -                  | -          | -          | -          | 28     | 9      |
| gen.-ago. 2016          | Malmö FF                | A                       | 20         | 14         | SC              | 7               | 3               | -                  | -                  | -                  | -          | -          | -          | 27     | 17     |
| 2016-2017               | Maccabi Tel Aviv        | LhA                     | 33         | 19         | CI+CT           | 4+2             | 4+0             | UEL                | 5                  | 1                  | -          | -          | -          | 44     | 24     |
| 2017-2018               | Maccabi Tel Aviv        | LhA                     | 30         | 13         | CI+CT           | 1+3             | 0+4             | UEL                | 12                 | 4                  | -          | -          | -          | 46     | 21     |
| lug.-ago. 2018          | Maccabi Tel Aviv        | LhA                     | 0          | 0          | CI+CT           | 0+1             | 0               | UEL                | 8                  | 3                  | -          | -          | -          | 9      | 3      |
| Totale Maccabi Tel Aviv | Totale Maccabi Tel Aviv | Totale Maccabi Tel Aviv | 63         | 32         |                 | 5+6             | 4+4             |                    | 25                 | 8                  |            | -          | -          | 99     | 48     |
| ago. 2018-mar. 2019     | Rostov                  | PL                      | 8          | 0          | CR              | 3               | 2               | -                  | -                  | -                  | -          | -          | -          | 11     | 2      |
| mar.-lug. 2019          | Hammarby                | A                       | 15         | 7          | CS              | -               | -               | -                  | -                  | -                  | -          | -          | -          | 15     | 7      |
| 2019-gen. 2020          | Rubin Kazan'            | PL                      | 16         | 1          | CR              | 1               | 0               | -                  | -                  | -                  | -          | -          | -          | 17     | 1      |
| gen.-lug. 2020          | Yeni Malatyaspor        | SL                      | 15         | 2          | CT              | -               | -               | -                  | -                  | -                  | -          | -          | -          | 15     | 2      |
| ago.-dic. 2020          | Vålerenga               | ES                      | 14         | 9          | -               | -               | -               | -                  | -                  | -                  | -          | -          | -          | 14     | 9      |
| Totale Vålerenga        | Totale Vålerenga        | Totale Vålerenga        | 43         | 34         |                 | 4               | 6               |                    | -                  | -                  |            | -          | -          | 47     | 40     |
| Totale                  | Totale                  | Totale                  | 348        | 152        |                 | 73              | 49              |                    | 25                 | 8                  |            | -          | -          | 446    | 209    |

### Cronologia presenze e reti in nazionale
| Cronologia completa delle presenze e delle reti in nazionale ― Islanda | Cronologia completa delle presenze e delle reti in nazionale ― Islanda | Cronologia completa delle presenze e delle reti in nazionale ― Islanda | Cronologia completa delle presenze e delle reti in nazionale ― Islanda | Cronologia completa delle presenze e delle reti in nazionale ― Islanda | Cronologia completa delle presenze e delle reti in nazionale ― Islanda | Cronologia completa delle presenze e delle reti in nazionale ― Islanda | Cronologia completa delle presenze e delle reti in nazionale ― Islanda |
| Data                                                                   | Città                                                                  | In casa                                                                | Risultato                                                              | Ospiti                                                                 | Competizione                                                           | Reti                                                                   | Note                                                                   |
| ---------------------------------------------------------------------- | ---------------------------------------------------------------------- | ---------------------------------------------------------------------- | ---------------------------------------------------------------------- | ---------------------------------------------------------------------- | ---------------------------------------------------------------------- | ---------------------------------------------------------------------- | ---------------------------------------------------------------------- |
| 30-5-2014                                                              | Innsbruck                                                              | Austria                                                                | 1 – 1                                                                  | Islanda                                                                | Amichevole                                                             | -                                                                      | 61’                                                                    |
| 9-9-2014                                                               | Reykjavík                                                              | Islanda                                                                | 3 – 0                                                                  | Turchia                                                                | Qual. Euro 2016                                                        | -                                                                      | 90+2’                                                                  |
| 12-11-2014                                                             | Bruxelles                                                              | Belgio                                                                 | 3 – 1                                                                  | Islanda                                                                | Amichevole                                                             | -                                                                      | 74’                                                                    |
| 31-3-2015                                                              | Tallinn                                                                | Estonia                                                                | 1 – 1                                                                  | Islanda                                                                | Amichevole                                                             | -                                                                      |                                                                        |
| 6-9-2015                                                               | Reykjavík                                                              | Islanda                                                                | 0 – 0                                                                  | Kazakistan                                                             | Qual. Euro 2016                                                        | -                                                                      | 85’                                                                    |
| 13-10-2015                                                             | Konya                                                                  | Turchia                                                                | 1 – 0                                                                  | Islanda                                                                | Qual. Euro 2016                                                        | -                                                                      | 82’                                                                    |
| 13-1-2016                                                              | Abu Dhabi                                                              | Finlandia                                                              | 0 – 1                                                                  | Islanda                                                                | Amichevole                                                             | -                                                                      | 46’                                                                    |
| 16-1-2016                                                              | Abu Dhabi                                                              | Emirati Arabi Uniti                                                    | 2 – 1                                                                  | Islanda                                                                | Amichevole                                                             | 1                                                                      |                                                                        |
| 29-3-2016                                                              | Il Pireo                                                               | Grecia                                                                 | 2 – 3                                                                  | Islanda                                                                | Amichevole                                                             | -                                                                      | 61’                                                                    |
| 6-10-2016                                                              | Reykjavík                                                              | Islanda                                                                | 3 – 2                                                                  | Finlandia                                                              | Qual. Mondiali 2018                                                    | -                                                                      | 75’                                                                    |
| 9-10-2016                                                              | Reykjavík                                                              | Islanda                                                                | 2 – 0                                                                  | Turchia                                                                | Qual. Mondiali 2018                                                    | -                                                                      | 68’                                                                    |
| 12-11-2016                                                             | Zagabria                                                               | Croazia                                                                | 2 – 0                                                                  | Islanda                                                                | Qual. Mondiali 2018                                                    | -                                                                      | 75’                                                                    |
| 15-11-2016                                                             | Ta' Qali                                                               | Malta                                                                  | 0 – 2                                                                  | Islanda                                                                | Amichevole                                                             | -                                                                      | 69’                                                                    |
| 24-3-2017                                                              | Mitrovica                                                              | Kosovo                                                                 | 1 – 2                                                                  | Islanda                                                                | Qual. Mondiali 2018                                                    | -                                                                      | 69’                                                                    |
| 8-11-2017                                                              | Doha                                                                   | Islanda                                                                | 1 – 2                                                                  | Rep. Ceca                                                              | Amichevole                                                             | -                                                                      |                                                                        |
| 14-11-2017                                                             | Doha                                                                   | Qatar                                                                  | 1 – 1                                                                  | Islanda                                                                | Amichevole                                                             | 1                                                                      | 46’                                                                    |
| 24-3-2018                                                              | Santa Clara                                                            | Messico                                                                | 3 – 0                                                                  | Islanda                                                                | Amichevole                                                             | -                                                                      | 46’                                                                    |
| 28-3-2018                                                              | Lipsia                                                                 | Perù                                                                   | 3 – 1                                                                  | Islanda                                                                | Amichevole                                                             | -                                                                      | 73’                                                                    |
| 8-9-2018                                                               | San Gallo                                                              | Svizzera                                                               | 6 – 0                                                                  | Islanda                                                                | UEFA Nations League 2018-2019 - 1º turno                               | -                                                                      | 60’                                                                    |
| 22-3-2019                                                              | Andorra la Vella                                                       | Andorra                                                                | 0 – 2                                                                  | Islanda                                                                | Qual. Euro 2020                                                        | 1                                                                      | 70’                                                                    |
| 8-6-2019                                                               | Reykjavík                                                              | Islanda                                                                | 1 – 0                                                                  | Albania                                                                | Qual. Euro 2020                                                        | -                                                                      | 63’                                                                    |
| 7-9-2019                                                               | Reykjavík                                                              | Islanda                                                                | 3 – 0                                                                  | Moldavia                                                               | Qual. Euro 2020                                                        | -                                                                      | 84’                                                                    |
| 10-9-2019                                                              | Elbasan                                                                | Albania                                                                | 4 – 2                                                                  | Islanda                                                                | Qual. Euro 2020                                                        | -                                                                      | 85’                                                                    |
| 17-11-2019                                                             | Chișinău                                                               | Moldavia                                                               | 1 – 2                                                                  | Islanda                                                                | Qual. Euro 2020                                                        | -                                                                      | 29’                                                                    |
| 15-1-2020                                                              | Irvine                                                                 | Canada                                                                 | 0 – 1                                                                  | Islanda                                                                | Amichevole                                                             | -                                                                      | 60’                                                                    |
| 20-1-2020                                                              | Irvine                                                                 | El Salvador                                                            | 0 – 1                                                                  | Islanda                                                                | Amichevole                                                             | -                                                                      | 46’                                                                    |
| 14-10-2020                                                             | Reykjavík                                                              | Islanda                                                                | 1 – 2                                                                  | Belgio                                                                 | UEFA Nations League 2020-2021 - 1º turno                               | -                                                                      | 69’                                                                    |
| 15-11-2020                                                             | Copenaghen                                                             | Danimarca                                                              | 2 – 1                                                                  | Islanda                                                                | UEFA Nations League 2020-2021 - 1º turno                               | 1                                                                      | 70’                                                                    |
| 2-9-2021                                                               | Reykjavík                                                              | Islanda                                                                | 0 – 2                                                                  | Romania                                                                | Qual. Mondiali 2022                                                    | -                                                                      | 67’ 85’                                                                |
| 5-9-2021                                                               | Reykjavík                                                              | Islanda                                                                | 2 – 2                                                                  | Macedonia del Nord                                                     | Qual. Mondiali 2022                                                    | -                                                                      | 60’                                                                    |
| 8-10-2021                                                              | Reykjavík                                                              | Islanda                                                                | 1 – 1                                                                  | Armenia                                                                | Qual. Mondiali 2022                                                    | -                                                                      | 64’                                                                    |
| 11-10-2021                                                             | Reykjavík                                                              | Islanda                                                                | 4 – 0                                                                  | Liechtenstein                                                          | Qual. Mondiali 2022                                                    | -                                                                      | 65’                                                                    |
| Totale                                                                 |                                                                        | Presenze                                                               | 32                                                                     |                                                                        | Reti                                                                   | 4                                                                      |                                                                        |

## Palmarès

### Club

#### Competizioni nazionali
- Coppa della Cina: 1

Jiangsu Sainty: 2015
- Coppa d'Islanda: 1

KA Akureyri: 2024

### Individuale
- Miglior attaccante dell'Eliteserien: 1

2014
- Capocannoniere del campionato norvegese: 1

2014
- Capocannoniere del campionato israeliano: 1

2016-2017 (19 reti)